# 佐藤喜和
佐藤 喜和（さとう よしかず、1971年 - ）は日本の哺乳類学者。酪農学園大学農食環境学群・環境共生学類教授。

## 人物
- 1971年東京都出身[1]。

1996年北海道大学農学部農業生物学科卒学士（農学）、1998年東京大学大学院農学生命科学研究科応用動物科学専攻修了、修士（農学）、2002年東京大学大学院学生命科学研究科野生動物学研究室博士課程修了、博士（農学）、2002年-2003年日本学術振興会特別研究員(PD)、2003年4月-2007年日本大学生物資源科学部(神奈川県藤沢市)森林動物学研究室助手。東京大学大学院生および日本学術振興会特別研究員として通算5年間、北海道浦幌町常室に1人で住み、ヒグマの生態調査を続けた。2007年-2012年日本大学専任講師、2012年-2013年日本大学生物資源科学部森林資源科学科准教授。2013年4月1日より酪農学園大学農食環境学群・環境共生学類准教授。酪農学園大学野生動物生態学研究室所属。2011年4月 - 2014年3月日本哺乳類学会「Mammal Study」編集委員会委員、2007年10月日本哺乳類学会保護管理専門委員会クマ保護管理検討作業部会事務局、2003年10月日本哺乳類学会保護管理専門委員会クマ保護管理検討作業部会、2005年4月-2008年3月日本哺乳類学会選挙管理委員会。2012年-2013年日本哺乳類学会庶務担当常任理事。

## 論文
- 国立情報学研究所収録論文 国立情報学研究所

- 佐藤 喜和; 間野勉, 果実類の豊凶とクマ 哺乳類科学 = Mammalian Science 0385437X 日本哺乳類学会 1998-10-31 38 1 214-217
- 佐藤 喜和; 橋本幸彦, テレメトリー法を用いたクマ類研究の成果と今後の課題 哺乳類科学 ＝ Mammalian Science 0385437X 日本哺乳類学会 1999-06-30 39 1 95-98
- 佐藤 喜和, ヘアトラップによる体毛回収とDNA個体識別を用いたクマ類の個体数推定の現状と課題 哺乳類科学 ＝ Mammalian Science 0385437X 日本哺乳類学会 2004-06-30 44 1 91-96
- 佐藤 喜和; 戸梶智彰,上石智里, ヒグマの背擦り行動に伴う樹木被害と樹木の選択性 樹木医学研究 13440268 樹木医学会 2007-10-31 11 4 218-219
- 本田剛; 林雄一; 佐藤 喜和, 林縁周辺で捕獲されたイノシシの環境選択 哺乳類科学 0385437X 日本哺乳類学会 2008-06-30 48 1 11-16
- 湯浅卓; 佐藤 喜和, ヘア・トラップを用いたクマ類の個体数推定法における課題 : 国内外の事例の比較検討 哺乳類科学 0385437X 日本哺乳類学会 2008-06-30 48 1 109-118
- 佐藤 喜和, 北海道におけるヒグマの生態研究と今後の展開 哺乳類科学 0385437X The Mammal Society of Japan 2008-12-30 48 2 295-296
- 長谷川啓太; 佐藤 喜和, 神奈川県藤沢市周辺におけるタイワンリスの分布 日本森林学会関東森林研究 18819273 日本森林学会関東支部 2009-03-00 60 211-214
- 瀧口さやか; 佐藤 喜和, 鳥獣害から果樹園を護る(41)都市農業地域における電気柵を用いたブドウ園へのハクビシン侵入防御策 果実日本 09138242 日本園芸農業協同組合連合会 2009-07-00 64 7 98-101
- 間野勉; 佐藤 喜和, クマ類の個体群モニタリング手法の確立に向けて 哺乳類科学 0385437X 日本哺乳類学会 2010-06-30 50 1 95-97

## 賞詞
- 日本哺乳類学会奨励賞(2008年)